# Al-Nu'man III bin al-Mundhir

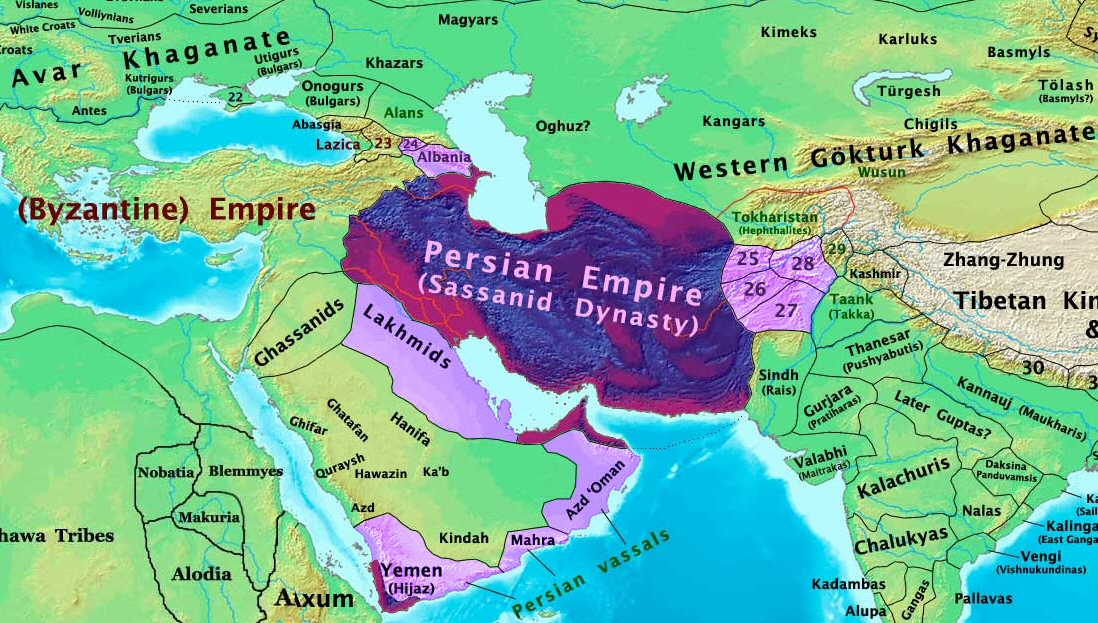
Empire Perse Sassanide

Abū Qabūs Al-Nu'man III bin al-Mundhir (son nom complet est en arabe : النعمان بن المنذر بن المنذر بن امرئ القيس اللخمي) est le dernier roi lakhmide d'al-Hira.

## Sa vie
Né d'une mère juive de Khaybar, il est toutefois baptisé selon le nestorianisme par Siméon ibn Jabir en 594. Il hérite de son père le royaume d'al-Hira en 582 qu'il gouverne jusqu'à sa mort en 609.
Il reçoit dans son palais plusieurs poètes notoires tels qu'al-Yachkari, al-Mouthaqqib al-ʿAbdi ou encore al-Nabigha al-Dhubyani. Ce dernier est notamment célèbre pour avoir adressé à Nuʿman son grand poème d'apologie (القصيدة الاعتدارية للنابغة الذبياني), inclus parfois dans les Muʿallaqat. 
La chute et la mort d'Al-Nuʿman aurait été provoquées par son refus d'accorder la main de sa fille au roi sassanide d'Iran, Khosro II. Celui-ci réussit à l'emprisonner, et l'aurait condamné à être exécuté par éléphant. Cette mort d'al-Nuʿman est l'une des causes de la célèbre bataille de Dhi Qar.

## Sa renommée
Le roi Nuʿman a laissé son nom à la ville irakienne Nuʿmaniyya qu'il bâtit de son vivant sur la rive droite du Tigre. 
Le nom Nuʿman est également associé dans la littérature arabe à l'anémone couronnée. Cette plante aurait fleuri pour la première fois dans les fissures de la tombe de Nuʿman, après son supplice ordonné par Khosro II.